# Det kommer alltid en ny himmel
Det kommer alltid en ny himmel (engelska: The Life List) är en amerikansk romantisk dramakomedifilm som hade premiär på strömningstjänsten Netflix den 28 mars 2025. Filmen är regisserad av Adam Brooks. Filmen är baserad på Lori Nelson Spielmans roman med samma namn.

## Handling
Filmen handlar om en ung kvinna, Alex Rose, som sänds ut av sin mamma för att förverkliga barndomens livsdrömmar. På resan upptäcker hon både familjehemligheter och kärlek.

## Rollista (i urval)
- Sofia Carson – Alex Rose
- Kyle Allen – Brad
- Sebastian de Souza – Garrett
- Connie Britton – Elizabeth
- José Zúñiga – Samuel
- Jordi Mollà – Johnny
- Marianne Rendón – Zoe
- Chelsea Frei – Megan
- Ben Warheit – Jackson
- Patrick Ewing - sig själv